# Spectrometru
Un spectrometru este un instrument folosit pentru măsurarea spectrelor. 
Spectrometrele optice, în particular, analizează intensitatea luminii ca o funcție de lungime de undă sau de frecvență.
Denumirea de spectrometru este utilizată și pentru o instalație  complexă folosită în fizica nucleară pentru studierea spectrelor de viteze sau de energii ale particulelor emise de substanțe radioactive, ale fasciculelor de particule create în acceleratoare etc.